# Kampimodromus ericinus
Kampimodromus ericinus är en spindeldjursart som beskrevs av Ragusa di Chiara och Tsolakis 1994. Kampimodromus ericinus ingår i släktet Kampimodromus och familjen Phytoseiidae. Inga underarter finns listade i Catalogue of Life.